# Pulligny
Pulligny is een gemeente in het Franse departement Meurthe-et-Moselle in de regio Grand Est. Pulligny telde op 1 januari 2022 1.151 inwoners.
De gemeente maakt deel uit van het arrondissement Nancy en sinds 22 maart 2015 van kanton Neuves-Maisons. Voor 22 maart 2015 hoorde het bij het kanton Vézelise, dat op die dag opgeheven werd.

## Geografie
De oppervlakte van Pulligny bedroeg op 1 januari 2022 9,3 vierkante kilometer; de bevolkingsdichtheid was toen 123,8 inwoners per km².

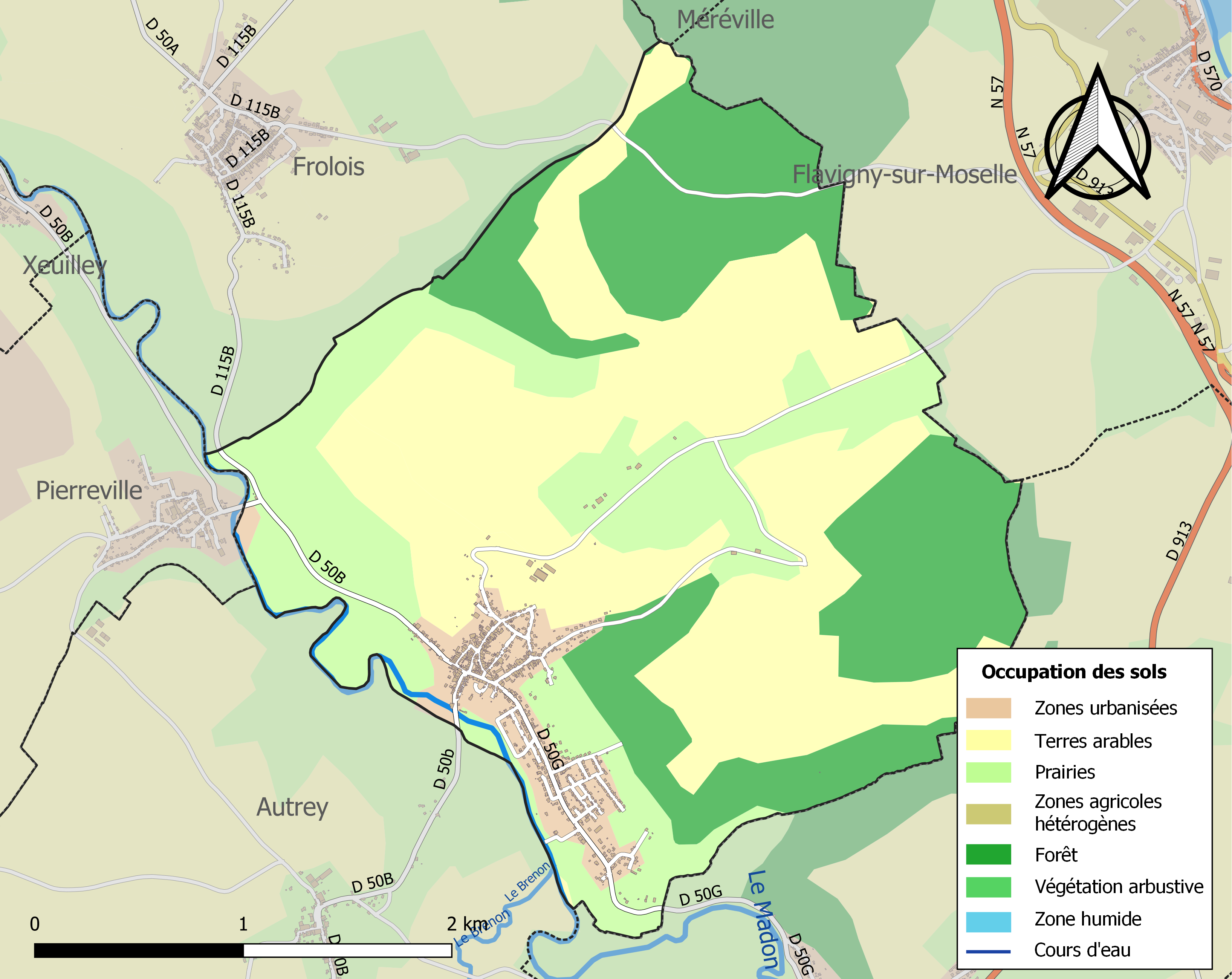
Kaart van de gemeente met de belangrijkste infrastructuur, bodemgebruik en omliggende gemeenten

## Demografie
De figuur toont het verloop van het inwonertal (bron: INSEE-tellingen).